# Stara Oselica
Stara Oselica je naselje in prelaz v Občini Gorenja vas - Poljane.